# Laskovij Maj
Laskovij Maj (česky Laskavý Máj, rusky Ласковый май) byla sovětská a následně ruská popová pěvecká skupina založená v Orenburgu textařem Sergejem Borisovičem Kuzněcovem. Skupina stála u zrodu pěvecké dráhy Jurije Vasiljeviče Šatunova.

## Historie
Skupina byla založena 6. prosince 1986 a proslavila se písní Bílé růže (1988), kterou spolu se skupinou nazpíval Jurij Vasiljevič Šatunov. Skupina byla v počátcích složena z žáků dětského domova – internátní školy číslo 2. Skupina na přelomu 80. a 90. let nabyla velké popularity na území bývalých republik SSSR a dařilo se jí zaplňovat stadiony v počtech až 60 000 posluchačů, měla také vliv na další vývoj ruské popové scény. Skupina v roce 1990 zanikla, když se již nepodařilo navázat na úspěch písně Bílé růže. V roce 2009 byla v menší sestavě obnovena v souvislosti s módní retro vlnou písní z 80. let 20. století a filmem Laskavý Máj z produkce ruské společnosti Dixi-tv.